# Musab Hasan Jusuf
Musab Hasan Jusuf, Mosab Hassan Yousef (arab.: مصعب حسن يوسف; ur. w 1978 roku w Ramallah) – syn szejka Hasana Jusufa, jednego z założycieli Hamasu. Od 1997 do 2007 roku pracował w ukryciu dla służby bezpieczeństwa Izraela Szin Bet, gdzie był uważany za najbardziej wartościowe źródło informacji wewnątrz Hamasu.
Według izraelskich źródeł Jusuf dostarczył wiele informacji zapobiegających dziesiątkom samobójczych ataków i zamachów na Izraelczyków i wspomagał Izrael w polowaniu na wielu bojowników, w tym własnego ojca. W 2007 roku przeniósł się do Kalifornii. Jego prośba o azyl polityczny w Stanach Zjednoczonych rozpatrzona została w toku rutynowej kontroli w dniu 30 czerwca 2010 roku. W marcu 2010 roku wydano jego autobiografię zatytułowaną „Syn Hamasu”.

## Konwersja
W 1999 roku Jusuf spotkał brytyjskiego misjonarza, który wprowadził go do chrześcijaństwa. W latach 1999–2000 Jusuf stopniowo przyjmował chrześcijaństwo. W 2005 roku został potajemnie ochrzczony w Tel Awiwie przez chrześcijańskiego turystę. Po przyjeździe do Ameryki wstąpił do baptystycznego kościoła Barabbas Road Church.